# Заруддя (Роменський район)
Зару́ддя — село в Україні, у Сумській області, Роменському районі. Населення становить 429 осіб. Входить до складу Роменської міської громади. До 2020 орган місцевого самоврядування — Зарудянська сільська рада.

## Географія
У селі бере початок річка Безіменна, права притока Хоролу. Нижче за течією на відстані 1,5 км село Велике.

## Історія
Село Заруддя відоме з початку XIX ст. 
Заруддя постраждало внаслідок геноциду українського народу, проведеного урядом СРСР 1923—1933 та 1946—1947 роках.
12 червня 2020 року, відповідно до розпорядження Кабінету Міністрів України № 723-р «Про визначення адміністративних центрів та затвердження територій територіальних громад Сумської області», село увійшло до складу Роменської міської громади.
19 липня 2020 року, в результаті адміністративно-територіальної реформи та ліквідації Роменського району(1930—2020), увійшло до складу новоутвореного Роменського району.

## Економіка
- Молочно-товарна ферма.
- Кооператив «Зоря».

## Соціальна сфера
- Школа І—ІІ ст.

## Відомі люди
- Василь Чаговець — український фізіолог, електрофізіолог, академік АН УРСР. Народився на хуторі Патичиха поблизу села.